# Meliboeus exilis
Meliboeus exilis es una especie de escarabajo del género Meliboeus, familia Buprestidae. Fue descrita científicamente por Roth en 1851.